# Esquerra Valenciana (1998)
Esquerra Valenciana és un partit polític valencià d'ideologia nacionalista valenciana i d'esquerres, fundat en 1998 per un grup d'exmilitants d'Unitat del Poble Valencià, que treballa orgànicament i de manera conjunta amb Esquerra Republicana del País Valencià.
Pren el nom de l'històric partit Esquerra Valenciana.

## Història
Esquerra Valenciana va ser refundada en abril de 1998 per un grup d'ex-militants d'Unitat del Poble Valencià, tenint en consideració la tradició ideològica de la vella organització i engegant un projecte adequat als temps actuals. Així, l'EV refundada es definia com un partit hereu de les tradicions del marxisme, el socialisme, l'ecopacifisme, els moviments d'alliberament nacionals i l'ideal llibertari. Defensava la sobirania del País Valencià i, a partir d'aquesta, la lliure Confederació del País Valencià amb Catalunya i les Illes Balears.
En un primer moment, Esquerra Valenciana seria una escissió d'Unitat del Poble Valencià on el vessant de l'esquerra política tindria una gran importància. Malgrat ser una escissió de la UPV, Esquerra Valenciana participaria en la fundació del Bloc Nacionalista Valencià, formació hereva de la UPV, arribant a presentar esmenes al seu congrés fundacional.
El 2001 el partit va ser expulsat del Bloc i va intentar un acostament a ERPV com a entesa de "l'esquerra nacional al País Valencià amb l'objectiu de convergir en un moviment unitari de l'esquerra nacional dels Països Catalans, amb la finalitat d'assolir un País Valencià sobirà integrat lliurement en una Confederació dels Països Catalans" però no va reeixir.
Després de l'ingrés de sectors propers al Moviment de Defensa de la Terra, el partit es presentà a les eleccions autonòmiques de l'any 2003 en la coalició electoral de l'Entesa, juntament amb Esquerra Unida del País Valencià, i Els Verds. Tot i que l'Entesa aconseguí 6 diputats, EV no en tragué cap. En les eleccions europees de 2004 es presentà dins la llista d'Aralar, sense obtenir representació.
El 25 d'abril de 2007 Esquerra Valenciana s'integrà novament dins del Bloc Nacionalista Valencià, quedant inactiva fins que al Darrer diumenge d'octubre de 2014 s'anunciara la seua re-activació amb un acord d'agermanament amb altra formació sobiranista de Compromís, Estat Valencià. Ambdues formacions van formar part d'un pol independentista d'esquerres. L'any 2016, però, Esquerra Valenciana va fer públic que eixia del Bloc Nacionalista Valencià i la Coalició Compromís i recuperava, així, la seua autonomia política i un any després anunciava que treballaria orgànicament de manera conjunta amb Esquerra Republicana del País Valencià.

## Portaveus
- Carles Mulet Grimalt
- Robert Mora i Sancho
- Francesc Santacatalina Alonso